# Heinrich Johann Nepomuk Weber
Heinrich Johann Nepomuk Weber (* 28. Mai 1767 in Bremgarten; † 29. April 1847 ebenda; heimatberechtigt in Bremgarten) war ein Schweizer Politiker. Von 1815 bis 1820 war er Regierungsrat des Kantons Aargau.

## Biografie
Über Webers Ausbildung und frühe Lebensjahre ist nichts Gesichertes bekannt. Ab Ende April 1798 war er der erste Regierungsstatthalter des Kantons Baden in der Helvetischen Republik, musste aber Mitte Juni 1799 aus gesundheitlichen Gründen zurücktreten. Er gehörte der Helvetischen Consulta an, die in Paris mit Napoleon Bonaparte die Mediationsakte aushandelte. Nach der Verschmelzung der Kantone Baden und Fricktal mit den Kanton Aargau im März 1803 wurde er in den Grossen Rat gewählt.
1812 gründete Weber die Gemeinnützige Gesellschaft des Bezirks Bremgarten, die unter anderem eine Volksbibliothek eröffnete und eine Handwerkerschule betrieb. 1815 wählte ihn der Grosse Rat in die Kantonsregierung, als Nachfolger des verstorbenen, ebenfalls aus Bremgarten stammenden Ludwig Fidel Weissenbach. 1820 trat er von diesem Amt zurück und war danach bis 1825 als Bezirksamtmann in Bremgarten tätig.